# Thrasher Presents Skate and Destroy
Thrasher Presents Skate and Destroy (conosciuto anche come Thrasher: Skate and Destroy) è un videogioco di skateboard sviluppato da Z-Axis e pubblicato nel 1999 per PlayStation. Era stata sviluppata anche una versione Game Boy Color, ma fu successivamente cancellata.
Nonostante abbia meno riconoscimenti, ha ottenuto punteggi elevati sia da IGN che da GameSpot, che lo considerano "tecnicamente superiore a Tony Hawk" e un "approccio quasi simile allo sport". La grafica meno avanzata è stato uno dei motivi per cui Thrasher: Skate and Destroy è stato ignorato, anche perché la curva di apprendimento (a causa di controlli non convenzionali) è piuttosto ripida rispetto allo stile di pick up e play dei giochi Tony Hawk.
L'obiettivo del gioco è quello di prendere uno dei sei skater fittizi e lavorare attraverso un totale di 12 livelli in tutto il mondo, ottenendo sponsor, tavole e vestiti, e alla fine comparire sulla parte anteriore della rivista Thrasher (da cui il gioco prende il nome).

## Modalità di gioco
I giornalisti che hanno scritto le recensioni sul gioco hanno notato uno stile più realistico e un layout di controllo diverso, rispetto a Tony Hawk, che ha aggiunto la difficoltà complessiva del gioco. Poiché è più di un simulatore di skateboard nel suo complesso, il gioco è messo a fuoco principalmente su trucchi tecnici. Per eseguire trick in modo efficace, una formula su cui la futura serie di videogiochi di skateboard Skate sarebbe stata costruita, mentre la serie Tony Hawk, anche dal suo inizio, ha avuto l'accento sul gameplay in stile arcade ed è piuttosto perdonante.
Il gioco presenta la fisica dei ragdoll: in linea con la natura realistica del gioco, i giocatori possono rompere il loro skateboard e persino le ossa in caso di caduta sufficientemente violenta (specialmente se il giocatore lo fa contro veicoli in movimento). La rottura dello skateboard significa che il giocatore dovrà riavviare la propria corsa e perderà il punteggio, quindi è nel loro interesse utilizzare la combinazione di bottoni "bail" (L2 + R2), così come il pulsante "tuck" (Cerchio / O), mentre si è in aria per ridurre al minimo i danni.

### ModalitàSkate
Questa è la modalità di gioco principale, in cui il giocatore avanza attraverso 12 livelli diversi in una serie di due minuti per corsa. Quando il giocatore entra in un livello, non esiste alcun limite di tempo in modo da poter esplorare l'intera area prima di iniziare la propria corsa. Il giocatore ha quindi due minuti per ottenere il punteggio più alto necessario per completare il livello senza rompere la propria tavola o essere arrestato dall'ufficiale di polizia; Ciò si verifica quando il limite di tempo raggiunge i dieci secondi. Il giocatore è visto da dietro, con un braccio del poliziotto pronto per afferrare lo skater, che poi deve lasciare il livello attraverso una delle porte di uscita designate. Se il giocatore viene catturato, il suo punteggio viene annullato e la corsa deve essere ricominciata.
Nei livelli di competizione (ultimo livello di ogni zona), l'obiettivo del giocatore è anche quello di ottenere punti, a meno che questa volta essi siano giudicati in "alta difficoltà, rischio e stile". Ripetere gli stessi trick nelle stesse aree devia il punteggio, quindi il giocatore deve utilizzare una vasta gamma di trucchi e oggetti diversi nel livello, oltre a dover evitare le cauzioni (a volte quasi completamente).
In alcuni punti del gioco, al giocatore vengono offerte anche delle scelte di sponsor. Ne sono disponibili tre contemporaneamente, ma solo uno può essere scelto, che darà poi al giocatore nuove tavole, camicie, pantaloni e scarpe per vestire il loro skater.
Una volta che il giocatore ha completato il gioco nell'impostazione Expert, viene classificato come un "Pro Skater". Tuttavia, per completare completamente il gioco e apparire sulla copertina del Thrasher Magazine, il giocatore deve tornare attraverso i livelli e completarli ancora una volta. Al termine delle prove, il giocatore sarà in grado di scattare una foto di tutti i trucchi eseguiti in quel periodo. Completare tutto questo permette al giocatore di giocare nel ruolo di "Skater of the Year" della rivista, che segna la fine del gioco.

### Modalità Multigiocatore
Sono disponibili 7 tipi modalità multigiocatore per 2 giocatori. Allo stesso modo di Dave Mirra Freestyle BMX, i giocatori non fanno la loro corsa simultaneamente, ma si alternano. I tipi di gioco sono identici a quelli di Dave Mirra, sono solo rinominati. Ogni gioco si svolge in un livello diverso associato alla sfida specifica. I tipi di gioco sono i seguenti:
- Sessioni: Ogni giocatore ha due minuti di corsa per battere il punteggio degli altri giocatori.
- Nickel Bag: i giocatori si alternano a trucchi singoli. Il punteggio più alto vince.
- H.O.R.S.E.: Un giocatore fa un trucco, quindi l'altro lo deve ricopiare. Se non lo fanno, viene assegnata una delle lettere di "HORSE". Il primo giocatore che riceve tutte le lettere perde.
- Top Dog: Ogni giocatore svolge diverse attività in cinque punti diversi. Il punteggio più alto vince.
- Sick Fix: Sfruttando la fisica dei ragdoll, i giocatori si alternano schiantandosi contro diversi oggetti del livello. Il punteggio più alto vince.
- Long Grind: Il grind più lungo vince.
- Big Wallride: il più alto punteggio ottenuto facendo un wallride vince.

### Personaggi
Ci sono sei personaggi fittizi da scegliere in Thrasher: Skate and Destroy. I giocatori possono rinominare e cambiare di abiti (quando i nuovi vestiti vengono sbloccati) qualsiasi skater se lo desiderano. Ogni personaggio ha diverse statistiche, il che significa che alcuni trucchi saranno eseguiti più facilmente da uno piuttosto che da un altro. Inoltre, ogni personaggio ha anche una mossa speciale che viene eseguita con una combinazione specifica.
I personaggi sono:
- Axl
- Kahli
- Scab
- Jasmine
- Roach
- Cyrus

## Colonna sonora
Tutte le canzoni del gioco sono del genere hip hop e rappresentano una selezione definitiva di hip hop classico dalla fine degli anni '80 e nei primi anni '90. C'è anche una sezione a due pagine nel manuale del gioco dedicata alla storia dell'hip hop. Durante i livelli, due canzoni possono essere scelte contemporaneamente: una per la corsa libera e una per l'esecuzione a tempo.

## Critiche
Il gioco è stato ben accolto all'interno della stampa di gioco, ottenendo una media del 73,03% da 15 siti di revisione.
- IGN: 8.5/10
- GameSpot: 8.1/10
- GamePro: 4/5 o 8/10